# 謝時臣

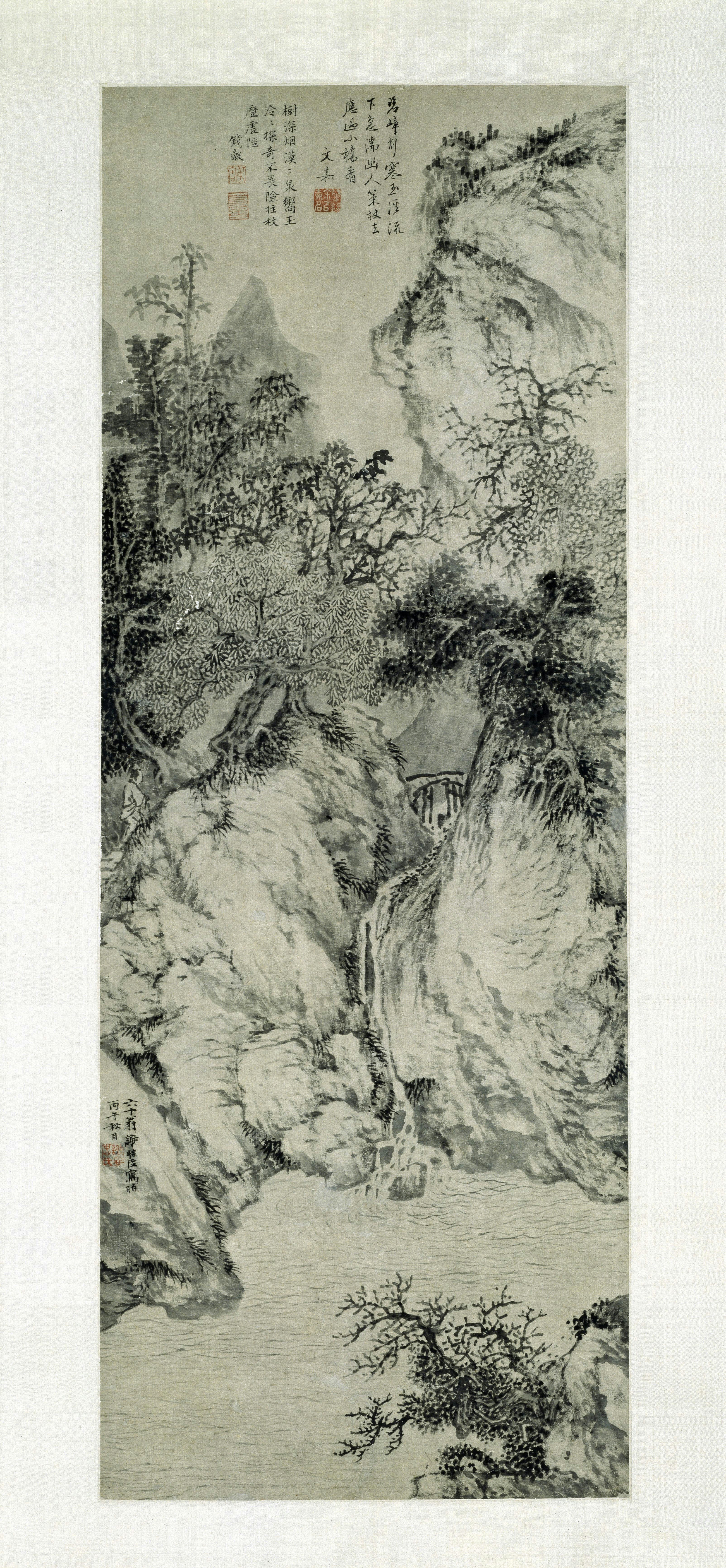
谢时臣绘《策杖寻幽图》（北京故宫博物院藏）

谢时臣（1487年—？），字思忠，号樗仙，江苏苏州人，明代画家。

## 生平
成化二十三年（1487年）出生。謝時臣工山水，师法吴镇，得沈周之笔意而稍有變化。多繪长卷巨幛，尤其擅長画水，其筆下之江河湖海，皆有妙趣。只是刻畫不够精微，略少秀韵。隆慶元年（1567年）猶在。

## 作品
- 《山陰歸棹圖》，藏於台灣台北國立故宮博物院
- 《高人雅集圖》，藏於台灣台北國立故宮博物院
- 《林巒秋霽圖》，藏於台灣台北國立故宮博物院
- 《松陰清話圖》，藏於台灣台北國立故宮博物院
- 《青松白雲圖》，藏於台灣台北國立故宮博物院
- 《豳風圖》，藏於台灣台北國立故宮博物院
- 《鹿鳴嘉宴圖》，藏於台灣台北國立故宮博物院
- 《四皓圖》，藏於台灣台北國立故宮博物院
- 《竹泉行樂圖》，藏於台灣台北國立故宮博物院
- 《策杖尋幽圖》，藏於北京故宮博物院
- 《岳陽樓圖》，藏於北京故宮博物院